# Великие Будки (Роменский район)
Великие Будки (укр. Великі Будки) — село,
Басовский сельский совет,
Роменский район,
Сумская область,
Украина.
Код КОАТУУ — 5924181704. Население по переписи 2001 года составляло 162 человека.

## Географическое положение
Село Великие Будки находится на правом берегу реки Сула в месте впадения в неё реки Хмелевка,
выше по течению на расстоянии в 1,5 км расположено село Вощилиха,
ниже по течению на расстоянии в 0,5 км расположено село Залуцкое,
на противоположном берегу — село Волковцы.

## История
В XIX веке село Великие Будки было в составе Хмеловской волости Роменского уезда Киевской губернии. В селе была Преображенская церковь. Священнослужители Преображенской церкви:
- 1774 — священник Михаил Трофимович
- 1835 — священник Павел Трояновский